# The Gun
The Gun – brytyjska hardrockowa grupa muzyczna założona w 1967 na bazie grupy The Knack. Grupa nagrywała dla wytwórni CBS. Zyskała popularność dzięki przebojowi z 1968 roku Race With The Devil. Rozwiązana w 1970.

## Historia
W 1963 Paul Anthony Gurvitz (ur. 6 lipca 1947 w High Wycombe) założył w Ilford grupę The Londoners, zmieniając jednocześnie swoje nazwisko na Paul Curtis. W skład grupy weszli: Brian Morris i Gene Vincent. Grupa wyjechała do NRF i rozpoczęła występy w hamburskim klubie Star-Club. W 1965 powróciła do Wielkiej Brytanii zmieniając nazwę na The Knack. W początkowym okresie działalności grupy The Knack dużą rolę organizacyjną odegrał ojciec Paula i Adriana, Sam Curtis, road manager zespołu The Kinks W latach 1965–66 nagrała kilka singli dla wytwórni Decca i Piccadilly Records. W tym czasie kilkakrotnie zmieniał się jej skład. W 1967 za perkusją zasiadł Louie Farrell (Brian John Farrell, ur. 8 grudnia 1947 k. Ilford). Latem 1967 Paul Curtis udzielał się równolegle w grupie Rupert's People, w której występował również jego brat, Adrian (Adrian Gurvitz, ur. 26 czerwca 1949 w Stoke Newington). 
6 października 1967 grupa The Knack dała jeden ze swych ostatnich koncertów. Zmieniła też ostatecznie nazwę na The Gun. Wzięła udział w transmitowanej 12 listopada 1967 sesji nagraniowej BBC. Zarejestrowała wówczas 4 nagrania, w tym Stop In The Name of Love z repertuaru The Supremes; nagrania te nie zostały wydane. Tuż po tej sesji do zespołu, w skład którego wchodzili wtedy (oprócz Paula Curtisa) Tim Mycroft (instrumenty klawiszowe) i Gearie Kenworthy (gitara basowa), wstąpili: Adrian Curtis i Jon Anderson. Anderson wkrótce odszedł, gdy okazało się, że jego delikatny głos nie pasuje do stylu grupy. Odeszli również Mycroft i Kenworthy przez co skład formacji zmniejszył się do tria: Adrian i Paul Curtisowie oraz Louie Farrell. Na początku 1968 grupa podpisała kontrakt nagraniowy z wytwórnią CBS, nagrywając dla niej singiel Race With The Devil, wydany w październiku 1968. Utwór ten, wykazujący podobieństwo do Can't Be So Sad zespołu Moby Grape zapewnił The Gun popularność. 20 listopada 1968 wszedł na listę przebojów Top Ten, osiągając na niej 8. miejsce i pozostając na niej 11 tygodni. 
Grupa wydała następne single, Drives You Mad i Hobo, ale nie uzyskały już one takiej popularności, co Race WithThe Devil. 
W 1969 ukazał się debiutancki album grupy, zatytułowany Gun. Wyróżniają się na nim, poza otwierającym Race With The Devil, utrzymany w stylu hard pop, z ostrą, mocno zniekształconą solówką Adriana Curtisa: Yellow Cab Man oraz zamykający album, 11-minutowy Take Off, który zaczyna się na dźwięku wycia samolotu odrzutowego, przechodzącego następnie w sprzężenie zwrotne gitar, solówki perkusyjne, dźwięk gitar puszczany od tyłu aż do psychodelicznych nawoływań. Groteskową okładkę albumu wypełniają postacie wijących się w płomieniach demonów.
Po rozwiązaniu zespołu na początku lat 70. Adrian Curtis dołączył do Gingera Bakera tworząc z nim grupę Baker Gurvitz Army. W 1982 wydał, już jako solista, przebojowy singel Classic.

## Skład
- Paul Curtis – gitara basowa
- Adrian Curtis – gitara solowa, śpiew
- Louie Farrell – perkusja

## Dyskografia

### Albumy
- Gun (1968)
- Gunsight (1969)

### Single
- Race With The Devil/Sunshine (1968)
- Race With The Devil/Three Four In The Middle (1968)
- Drives You Mad/Rupert's Travels (1969)
- Hobo/Don't Look Back (1969)
- Hobo/Long Haired Wild Man (1969)
- Runnin' Wild/Drown Yourself In The River (1970)